# Pinerolo
Pinerolo je mesto v Italiji, 40 km jugozahodno od Torina in leži ob reki Chisone. Ima 34.264 prebivalcev.
Na zimskih olimpijskih igrah 2006 je gostovalo tekmovanja iz curlinga.